# El Playón (Venezuela)
Pour les articles homonymes, voir Playon.
El Playón est le chef-lieu de la municipalité de Santa Rosalía dans l'État de Portuguesa au Venezuela. Autour de la ville s'articule la division territoriale et statistique de Capitale Santa Rosalía.